# Laa an der Thaya
Laa an der Thaya – miasto w północnej Austrii, w kraju związkowym Dolna Austria, w powiecie Mistelbach, leży nad Dyją, tuż przy granicy z Czechami, ok. 60 km od Wiednia. Liczy 6222 mieszkańców (1 stycznia 2014). Powierzchnia wynosi 72,89 km². Administracyjnie składa się z dziesięciu dzielnic. Miasto otoczone winnicami leży w regionie Weinviertel, znanym od stuleci z produkcji doskonałych win.

## Współpraca
Miejscowości partnerskie:
- Brno-Chrlice, Czechy
- Garching an der Alz, Niemcy
- Hevlín, Czechy
- Świętochłowice, Polska